# Ectocyclops phaleratus
Ectocyclops phaleratus – gatunek widłonoga z rodziny Cyclopidae. Jako pierwszy opisał go w 1838 roku niemiecki przyrodnik Carl Ludwig Koch, nadając mu nazwę Cyclops phaleratus.